# Asbjørn Andersen (Fußballspieler)
Asbjørn Adelsten Andersen (* 31. Dezember 1922; † 20. Dezember 1970 in Oslo) war ein norwegischer Fußballspieler.

## Sportlicher Werdegang
Andersen spielte zunächst für den in der Spielzeit 1947/48 kurzzeitig erstklassigen SK Strong, ehe er sich 1950 Vålerenga Oslo in der Hovedserien anschloss. 1952 stieg er mit dem Klub ab, schaffte aber 1954 den Wiederaufstieg. 1956 beendete er dort seine aktive Laufbahn. Insgesamt kam er zu 51 Erstligaspielen für Vålerenga, dabei erzielte er 24 Tore.
Am 24. Juni 1953 kam der seinerzeit zweitklassig spielende 30-jährige Andersen zu seinem Länderspieldebüt, als die norwegische Nationalmannschaft zum Auftakt der Qualifikation zur Weltmeisterschaft 1954 auf das Saarland traf. Trotz zwischenzeitlicher 2:0-Führung nach Toren von Gunnar Thoresen und Knut Dahlen ging das Spiel gegen eine im Wesentlichen aus Spielern des 1. FC Saarbrücken – einzig Kurt Clemens lief seinerzeit für AS Nancy auf – mit 2:3 verloren. Dies blieb der einzige Auswahleinsatz Andersens, Norwegen verpasste letztlich nach zwei Unentschieden und zwei Niederlagen die Endrunde.
Sein Sohn Yngve Andersen spielte später ebenfalls für Vålerenga Oslo und die norwegische Nationalmannschaft.